# Jäboruder
Jäboruder este o arie protejată (arie specială de conservare — SAC, sit de importanță comunitară — SCI) din Suedia întinsă pe o suprafață de 7,2 ha, integral pe uscat.

## Localizare
Centrul sitului Jäboruder este situat la coordonatele 57°54′35″N 13°55′38″E / 57.9098°N 13.9272°E.

## Înființare
Situl Jäboruder a fost declarat sit de importanță comunitară în ianuarie 2002 pentru a proteja un număr necunoscut de specii din flora spontană și fauna sălbatică aflate în arealul zonei. Situl a fost protejat și ca arie specială de conservare în martie 2011.

## Biodiversitate
Situată în ecoregiunea boreală, aria protejată conține 2 habitate naturale: Pajiști cu Molinia pe soluri calcaroase, turboase sau argilos-nămoloase (Molinion caeruleae), Pajiști fino-scandinave uscate până la mezice, bogate în specii de altitudine mică.
La baza desemnării sitului se află un număr nedeclarat de specii protejate.